# Onthophagus excubitor
Onthophagus excubitor är en skalbaggsart som beskrevs av Ziani och Gudenzi 2006. Onthophagus excubitor ingår i släktet Onthophagus och familjen bladhorningar. Inga underarter finns listade i Catalogue of Life.